# Cyrtophleba arabica
Cyrtophleba arabica är en tvåvingeart som beskrevs av Zeegers 2007. Cyrtophleba arabica ingår i släktet Cyrtophleba och familjen parasitflugor. Inga underarter finns listade i Catalogue of Life.